# Klemens von Metternich
Klemens Wenzel Lothar von Metternich (Koblenz, 15 mei 1773 - Wenen, 11 juni 1859), graaf, sinds 1813 vorst van Metternich-Winneburg en sinds 1818 hertog van Portella, was een Oostenrijks staatsman en een van de belangrijkste diplomaten van zijn tijd. Hij werkte hard, was eerlijk en gecultiveerd, maar hij was ook een erg ijdele man die eindeloos over zichzelf sprak en schreef. 
Hij geloofde in een natuurlijke orde, gebaseerd op religie, monarchie en hiërarchie waar politiek en economie elkaar niet beïnvloeden. De Franse Revolutie beschouwde hij als een grote catastrofe voor Europa; Napoleon kon hij wel waarderen omdat die de chaos in zijn land wist te bezweren.

## Biografie
Metternich was een zoon van Franz Georg Karl von Metternich, de laatste gevolmachtigd minister van de Oostenrijkse Nederlanden. Hij studeerde in Straatsburg en Mainz. In 1792 zag hij de kroning van keizer Frans II, een gebeurtenis die diepe indruk op hem maakte. In 1795 trouwde hij met Maria Eleonore, een dochter van Ernst Christoph von Kaunitz-Rietberg. In 1801 accepteerde hij een diplomatieke post in Dresden, vervolgens in Berlijn en op verzoek van Napoleon in Parijs. Na de Oostenrijkse nederlaag tegen Napoleon in 1809 benoemde de keizer Metternich tot minister van Buitenlandse Zaken, een taak die hij 39 jaar uitoefende. Hij was Fransgezind en ging hierin zo ver dat hij zelfs een huwelijk tussen Napoleon en Oostenrijks keizer Frans’ dochter Marie Louise arrangeerde. Na de mislukte veldtocht van Napoleon naar Rusland van 1812 nam hij een neutrale houding aan en probeerde hij vrede te bewerkstelligen tussen de Franse keizer en zijn Russische en Pruisische vijanden. Metternichs bemiddeling mislukte en Oostenrijk raakte in oorlog met Frankrijk. Toen de oorlog in de lente van 1814 ten einde kwam concludeerde Metternich dat vrede met Napoleon onmogelijk was. Hij verliet het idee van een bonapartistisch regentschap onder Marie Louise en ondersteunde nu de Restauratie van het huis Bourbon op de Franse troon. Dit bracht hem dichter bij Henry Robert Stewart, burggraaf van Castlereagh, de Engelse minister van Buitenlandse Zaken.
Metternich domineerde als voorzitter het Congres van Wenen. Hier kreeg hij grote persoonlijke ruzie met tsaar Alexander I van Rusland. Metternich had grote angst voor Alexanders plan met Polen en bovendien waren de twee mannen rivalen in de liefde: beiden streden om de aandacht van de mooie Wilhelmina von Sagan. De Oostenrijkse veldheer Josef Radetzky von Radetz bemiddelde tussen de twee. Hij kreeg wel een verhouding met een andere Russische prinses, namelijk Katharina Bagration, en bij haar zou hij een buitenechtelijk kind verwekken. Metternich probeerde samen met de Engelsman Castlereagh en de Pruisische kanselier prins Karl August von Hardenberg een front te vormen om Alexanders plan om van Polen een constitutionele monarchie onder eigen bewind te maken te dwarsbomen. Pruisen weigerde echter Rusland tegen zich in het harnas te jagen. 
Metternich sloot hierop een alliantie met Castlereagh en de Franse diplomaat hertog Charles-Maurice de Talleyrand om de Pruisische annexatie van Saksen te voorkomen. Saksen zou Pruisens compensatie zijn voor het opgeven van Pools grondgebied aan Alexander. De Saksische koning Frederik August I bleef op de troon en Alexander kreeg wat hij wilde.
Tegelijkertijd onderhandelde Metternich intensief met Pruisen, Hannover, Beieren en Württemberg over de organisatie van Duitsland. De hieruit voortgekomen Duitse Bond was voor een aanzienlijk deel gebaseerd op zijn ideeën. Metternichs politiek was er na het Congres van Wenen op gericht de daarin vastgestelde statenordening en het machtsevenwicht te bewaren.
Metternichs opvallendste prestatie in de jaren daarna was het bekeren van de tsaar van het liberalisme tot het steunen van de oude orde. Resultaat hiervan was dat Alexander bij het Congres van Troppau (1820) instemde met het de kop indrukken van de Napolitaanse opstand tegen koning Ferdinand I der Beide Siciliën door Metternich.
Als kanselier (sinds 1821) verwierf Metternich in de decennia daarop de reputatie van een reactionair beschermheer van de rechten van keizers en koningen in een tijd van groeiende democratische idealen. Om de nationalistische studentenbeweging van die dagen in de gaten te houden, richtte hij de Mainzer Zentraluntersuchungskommission op. Hij had de vrije hand in het uitvoeren van de Oostenrijkse buitenlandse politiek, zeker na de dood van keizer Frans in 1835; Metternich domineerde de zwakke keizer Ferdinand I.
In het revolutiejaar 1848 werd hij gedwongen te vluchten. Na zijn terugkeer drie jaar later bekleedde hij geen officiële functies meer, maar was hij wel persoonlijk adviseur van de nieuwe keizer Frans Jozef I.
Metternich droeg veel hoge orden en onderscheidingen waaronder de Orde van het Gulden Vlies en het speciaal voor hem ingestelde gouden burgerlijk erekruis voor 1813/14 der Ie Klasse.

## Wetenswaardig
Henry Kissinger schreef zijn dissertatie over zijn idool Metternich, in 1957 gepubliceerd als: A World Restored: Metternich, Castlereagh and the Problems of the Peace 1812-1822.
Metternich wordt genoemd in de inleiding van het Communistisch Manifest als een van de krachten die het communisme proberen te beteugelen.

## Bron
Adam Zamoyski (2007), Rites of Peace. The fall of Napoleon & the Congress of Vienna. In vertaling: De ondergang van Napoleon en het Congres van Wenen.